# Strict Machine
"Strict Machine" är en elektronisk dancelåt av den brittiska duon Goldfrapp från deras andra album Black Cherry (2003). Låten släpptes som albumets andra singel den 21 juli 2003 och gick in på plats 25 på den brittiska singellistan. Första versionen av den brittiska utgåvan innehåller b-sidan "White Soft Rope" som backas upp av The Midwich Children Choir. 

## Musikvideo
Videon till låten regisserades av svenske Jonas Odell.

## Låtlistor och format
| Brittisk CD1 (CD MUTE 295; Släppt: 21 juli 2003) 1. "Strict Machine" – 3:50 2. "White Soft Rope" (featuring The Midwich Children Choir) – 4:30 3. "Hairy Trees" (Live in London) – 6:48 Brittisk CD2 (LCD MUTE 295; Släppt: 21 juli 2003) 1. "Strict Machine" (Ewan Pearson instrumental remix) – 5:53 2. "Strict Machine" (Rowan's remix) – 6:03 3. "Train" (Ewan Pearson dub) – 7:46 Brittisk DVD (DVD MUTE 295; Släppt: 21 juli 2003) 1. "Strict Machine" (Ewan's Stripped Machine remix) – 8:31 2. "Deep Honey" (Live in London) – 4:45 3. "Lovely Head" (Live in London) (video) Australiensisk CD (AUCD MUTE 295; Släppt: 2003) 1. "Strict Machine" (single mix) – 3:26 2. "White Soft Rope" (featuring the Midwich Children Choir) – 4:30 3. "Hairy Trees" (Live in London) – 6:47 4. "Deep Honey" (Live in London) – 4:41 5. "Strict Machine" (Ewan Pearson instrumental remix) – 5:53 6. "Strict Machine" (Rowan's remix) – 6:04 7. "Train" (Ewan Pearson dub) – 7:46 | Brittisk nyutgåva CD1 (CD MUTE 335; Släppt: 10 maj 2004) 1. "Strict Machine" (single mix) – 3:43 2. "Strict Machine" (Benny Benassi Sfaction edit) – 3:29 Brittisk nyutgåva CD2 (LCD MUTE 335; Släppt: 10 maj 2004) 1. "Strict Machine" (Paris Loaded) – 3:39 2. "Strict Machine" (We Are Glitter) – 6:28 3. "Strict Machine" (Benny Benassi Sfaction extended mix) – 6:50 4. "Strict Machine" (Benny Benassi dub) – 6:26 Brittisk nyutgåva DVD (DVD MUTE 335; Släppt: 10 maj 2004) 1. "Strict Machine" (Calderone & Suryanto mix - edit) 2. "Sartorious" (Live at Route Du Rock, St. Malo 2001) (video) 3. "Deer Stop" (Live at Shepherds Bush Empire, London 2001) (video) Amerikansk CD (MUTE 9215-2; Släppt: 18 maj 2004) 1. "Strict Machine" (single mix) – 3:26 2. "White Soft Rope" (featuring the Midwich Children Choir) – 4:30 3. "Hairy Trees" (Live in London) – 6:47 4. "Strict Machine" (Rowan's remix) – 6:04 5. "Strict Machine" (Calderone + Suryanto remix) – 12:02 6. "Strict Machine" (Peter Rauhofer "NYC" mix) – 8:32 7. "Strict Machine" (Peter Rauhofer "UK" mix) – 5:42 8. "Strict Machine" (Benny Benassi Sfaction extended mix) – 6:53 9. "Strict Machine" (Ewan's Strippedmachine remix) – 8:31 |

## Medverkande
- Alison Goldfrapp – sång, producent, synthesiser, ljudtekniker, arrangemang, design
- Will Gregory – producent, synthesiser, ljudtekniker, mixning, arrangemang
- Nick Batt – medproducent, synthesiser, ljudtekniker, ytterligare programmering
- Mike Marsh – mastering
- David Bascombe, Tom Elmhirst – mixning
- Jeremy Wheatley – medproducent (single mix)
- Yoad Nevo – ytterligare programmering (single mix)
- Charlie Jones – bas (single mix)
- Damon Reece – trummor (single mix)
- Big Active – design
- Polly Borland – fotografi

Källa:

## Coverversioner
Suzi Quatro spelade in en cover på låten till sitt album In the Spotlight från 2011.

## Listplaceringar
| Listor (2003)                | Högsta position |
| ---------------------------- | --------------- |
| Australiensiska singellistan | 54              |
| Brittiska singellistan       | 25              |

| Listor (2004)                         | Högsta position |
| ------------------------------------- | --------------- |
| Brittiska singellistan                | 20              |
| Kanadensiska singellistan             | 26              |
| USA Billboard Hot Dance Club Play     | 1               |
| USA Billboard Hot Dance Singles Sales | 3               |